# Osman Alifeyyaz Paksüt
Osman Alifeyyaz Paksüt (* 3. November 1953 in Ankara) ist Vizepräsident des türkischen Verfassungsgerichts.

## Laufbahn
Paksüt besuchte bis zu seinem Abitur das TED Kolleg Ankara und absolvierte 1974 das Studium an der juristischen Fakultät der Universität Ankara. 1975 wurde er als freier Anwalt Mitglied der Rechtsanwaltskammer Ankara und ab 1977 beim Außenministerium tätig.
Als Sekretär, Generalsekretär und Staatssekretär arbeitete er bei den türkischen Botschaften in Tokio und Nikosia und den ständigen Vertretungen der OSZE und NATO.
In den Jahren 2002 und 2004 war er Botschafter in Bagdad und Helsinki.
2005 wurde er vom damaligen Staatspräsidenten Ahmet Necdet Sezer zum ordentlichen Mitglied des Verfassungsgerichts ernannt und am 23. Oktober 2007 zum Vizepräsidenten des Verfassungsgerichts gewählt.
Paksüt ist verheiratet und Vater von zwei Kindern.
| Personendaten    | Personendaten                                                        |
| ---------------- | -------------------------------------------------------------------- |
| NAME             | Paksüt, Osman Alifeyyaz                                              |
| KURZBESCHREIBUNG | türkischer Richter, Vizepräsident des Verfassungsgerichts der Türkei |
| GEBURTSDATUM     | 3. November 1953                                                     |
| GEBURTSORT       | Ankara, Türkei                                                       |